# Larkollen
Larkollen is een plaats in de Noorse gemeente Moss, fylke Østfold. Larkollen telt 1370 inwoners (2007) en heeft een oppervlakte van 1,83 km².

## Geboren
- Marianne Ihlen, (1935) kunstenares, vereeuwigd in So Long, Marianne